# 오요 (오요주)

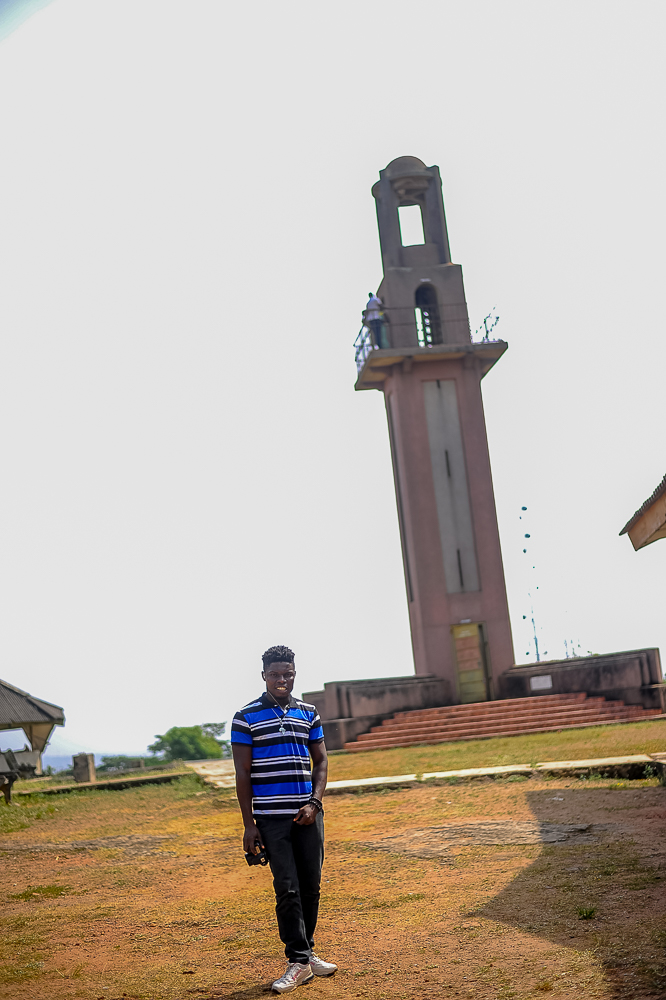

오요(영어: Oyo)는 나이지리아 오요주의 도시로서, 1830년대에 오요 왕국의 수도로서 건립되었다. 거주인들은 대부분 요루바족들이다. 이바단에서 북쪽 A1 하이웨이에 위치해 있다.
오요는 한때 요르바 제국의 수도였던 올드 오요의 중심거리였다. 오요에는 지금까지도 오바 궁전이 남아 있다. 옛거리들의 중심지역에는 아직도 포르투갈인들이 나이지리아에 처음으로 진출하였을 때 남겼던 포르투갈풍의 건물들과 집들이 남아 있다. 오보모쇼 시장이 유명한데 여기에는 아소 오피라고 불리는 요루바족들이 손으로 짠 독특한 직물과 표주박에 조각을 새긴 아름다운 공예품도 팔고 있다.